# Percut Sei Tuan
Percut Sei Tuan est un district indonésien situé dans la province de Sumatra du Nord.

## Démographie
En 2010, sa population était de 384 672 habitants et en 2017 de 454 000.